# Hans-Hermann Weyer
Hans-Hermann Weyer-Graf von Yorck (* 22. April 1938 in Berlin; † 15. August 2023 in Rio de Janeiro, Brasilien) war ein deutscher Titelhändler. In den Medien wurde er meist als Konsul Weyer bezeichnet, er selbst trat als Consul Weyer Graf von Yorck auf.

## Leben
Weyer wurde in Berlin geboren und wuchs dort auf. Als sein Vater 1955 aus sowjetischer Kriegsgefangenschaft heimkehrte, hatte seine Mutter diesen bereits für tot erklären lassen und den britischen Offizier Clifford Davis geheiratet. Erst nach Jahren konnte Weyer seinen Vater in Uruguay aufspüren. Sein Bruder wurde Pilot bei einer deutschen Fluggesellschaft.
Sein Stiefvater Davis soll Weyer Zugang zu Diplomatenkreisen verschafft haben, über die dieser Geschäftsbeziehungen mit den Botschaftern armer Länder aufnahm, die sich keine Berufskonsulate leisten konnten. Damals vermittelte Weyer nach eigenen Angaben 465 Honorarkonsulate. Weyer behauptete 2009, über ein Vermögen von „knapp unter 300 Millionen“ Euro zu verfügen, im Jahre 2019 „450 Millionen auf der Kante“ zu haben. Ein Schwerpunkt seiner Geschäftstätigkeit soll in Südamerika gelegen haben, wo er mit Paraguays damaligem Diktator Alfredo Stroessner persönliche Kontakte gepflegt haben soll.
Der zahlungskräftigen Kundschaft vermittelte Weyer Adoptionen durch meist verarmte Mitglieder von Adelshäusern. Er ließ sich von einer Gräfin von Yorck adoptieren. In der Öffentlichkeit trat Weyer gelegentlich in selbst entworfenen Uniformen auf.
Kurze Zeit machte Weyer als Vorsitzender und Kanzlerkandidat der am 18. November 1979 in München gegründeten Deutschen Freiheitspartei (DFP) Schlagzeilen. Nach eigenen Angaben hatte die Partei 26.000 Mitglieder. Die DFP trat zur Bundestagswahl 1980 nur mit einem Direktkandidaten im Wahlkreis Freising an und erreichte 96 Stimmen.
1991 heiratete Weyer die Ärztin Christina Scholtyssek (* 1963), eine Tochter des Diplomaten Karl-Heinz Scholtyssek. Über viele Jahre war Weyer in Fernseh-Talkshows zu Gast und erschien in der Berichterstattung zahlreicher Klatschblätter sowie in der Werbung für den Milchproduzenten Onken.
Hans-Hermann Weyer starb am 15. August 2023 in Rio de Janeiro im Alter von 85 Jahren. Nach einer Pressemeldung soll er auf dem Bad Godesberger Burgfriedhof beigesetzt werden.

## Werke
- Schwarz-rot-goldene Titelträger. Ein indiskretes Handbuch für die große Karriere. München 1971 (mit Joachim Hemmann und Richard Kerler)
- Ich, der schöne Consul. Karrieren für die Wunderkinder. Goldmann Verlag, München 1986, ISBN 3-7770-0426-X.

## Schallplatten
- C’est La Vie, Ma Chérie / Du hast so lange nicht gelacht (als Konsul Weyer; Single, Metronome 1966)
- Von Hamburg nach Hawaii (nur auf Cover abgebildet; Kompilation, Ariola 1962)

## TV
- Titel, Orden, Consulate (RTL, 1991, 8 Ausgaben)